# Суда (Вологодская область)
Су́да — посёлок в Череповецком районе Вологодской области в месте впадения реки Суда в Рыбинское водохранилище. В населённом пункте располагается одноимённая железнодорожная станция.
Административный центр Судского сельского поселения и Судского сельсовета.
Расстояние до районного центра Череповца по автодороге — 43 км. Ближайшие населённые пункты — Малое Ново, Большое Ново, Леонтьевка.

## История
Посёлок был основан в 1905 году при строительстве железнодорожной станции Суда. Название станция и посёлок получили по реке Суда.
В 1960 году получил статус посёлка городского типа, в 1999 году снова стал посёлком сельского типа.

## Население
| 1970 | 1979  | 1989  | 2002  | 2010  | 2021  |
| ---- | ----- | ----- | ----- | ----- | ----- |
| 5730 | ↗5898 | ↗6428 | ↘5692 | ↘5646 | ↘5596 |

По переписи 2002 года население — 5692 человека (2721 мужчина, 2971 женщина). Преобладающая национальность — русские (97 %).
Число жителей по переписи населения 2010 года — 5890 человек (2779 мужчин, 3111 женщин).

## Экономика
На территории посёлка функционируют завод «Красный пресс», учреждение УФСИН по Вологодской области — колония-поселение № 7, ГУ «Ивановский детский дом-интернат для умственно отсталых детей». Есть православный храм преподобного Сергия Шухтомского.
Градообразующие предприятия посёлка — Судская лесоперевалочная база и Судский домостроительный комбинат (ДСК), прекратили своё существование в 2000-е годы.

## Транспорт
Общественный транспорт представлен в основном автобусами средней вместимости. Осуществляются пригородные рейсы по маршрутам № 110 (Череповец — Суда, ДСК), 111 (Череповец — Большая Дора), 112 (Череповец — Неверов Бор), 114 (Череповец — Суда, ДК Юбилейный), 212 (Череповец — Хохлово).
Действует железнодорожная станция Суда.